# Nephelotus cristipennis
Nephelotus cristipennis är en skalbaggsart som beskrevs av Stefan von Breuning 1954. Nephelotus cristipennis ingår i släktet Nephelotus och familjen långhorningar. Inga underarter finns listade i Catalogue of Life.